# Valor de tempo de vida
Em marketing, o lifetime value é uma previsão do lucro líquido atribuído a todo o relacionamento futuro com um cliente. O valor da vida do cliente também pode ser definido como o valor monetário de um relacionamento com o cliente, com base no valor presente dos fluxos de caixa futuros projetados do relacionamento com o cliente.
O lifetime value e é um conceito importante porque incentiva as empresas a mudar seu foco dos lucros para a saúde de longo prazo de seus relacionamentos com os clientes. Assim, o valor da vida útil do cliente é uma métrica importante, porque representa um limite superior de gastos para adquirir novos clientes.  Por esse motivo, é um elemento importante no cálculo do retorno do investimento feito na modelagem do mix de marketing .
Um dos primeiros relatos do termo lifetime value está no livro de 1988, Database Marketing, que inclui exemplos detalhados.  Os primeiros a adotar modelos de valor de vida do cliente na década de 1990 incluem Edge Consulting e BrandScience.

## Objetivo
O objetivo do lifetime value é avaliar o valor financeiro de cada cliente. Don Peppers e Martha Rogers são citados como tendo dito: “alguns clientes são mais iguais do que outros”.  
O lifetime value difere da lucratividade do cliente ou CP (a diferença entre as receitas e os custos associados ao relacionamento com o cliente durante um período especificado), já que o CP mede o passado e o LTV olha para o futuro. Portanto, o LTV pode ser mais útil para moldar as decisões dos gerentes, ainda que seja mais difícil de quantificar. Afinal, quantificar o CP é uma questão de relatar e resumir cuidadosamente os resultados da atividade passada, enquanto estabelecer o LTV envolve prever a atividade futura. 

### Valor da vida do cliente
O valor presente é a soma descontada dos fluxos de caixa futuros: cada fluxo de caixa futuro é multiplicado por um número cuidadosamente selecionado menor que um, antes de ser adicionado. 
O fator de multiplicação explica a forma como o valor do dinheiro é descontado ao longo do tempo. Já o valor do dinheiro com base no tempo capta a intuição de que todos prefeririam ser pagos mais cedo do que tarde, mas prefeririam pagar mais tarde do que antes. 
Por sua vez, os fatores de multiplicação dependem da taxa de desconto escolhida (10% ao ano, por exemplo) e do período de tempo antes de ocorrer cada fluxo de caixa. Por exemplo, o dinheiro recebido daqui a dez anos deve ser descontado mais do que o dinheiro recebido daqui a cinco anos. 
O lifetime value aplica o conceito de valor presente aos fluxos de caixa atribuídos ao relacionamento com o cliente. Como o valor presente de qualquer fluxo de caixa futuro é projetado para medir o valor único atual do fluxo futuro de caixa, o LTV representa o valor único atual do relacionamento com o cliente. 
Simplificando, LTV é o valor monetário do relacionamento com o cliente para a empresa - é um limite superior do que a empresa estaria disposta a pagar para adquirir o relacionamento com o cliente, bem como um limite superior do valor que a empresa estaria disposta a pagar para evitar a perda do relacionamento com o cliente. 
Se considerarmos o relacionamento com o cliente como um ativo da empresa, o LTV representaria o valor monetário desse ativo.
Um dos principais usos do lifetime value é a segmentação de clientes, que começa com o entendimento de que nem todos os clientes são igualmente importantes. 
O modelo de segmentação baseado em LTV permite que a empresa preveja o grupo de clientes mais lucrativo, entenda as características comuns desses clientes e concentre-se mais neles do que nos clientes menos lucrativos. 
A segmentação baseada em LV pode ser combinada com um modelo Share of Wallet (SOW) para identificar clientes de "alto LTV, mas baixo SOW" com a suposição de que o lucro da empresa poderia ser maximizado investindo recursos de marketing nesses clientes.
As métricas de valor de vida do cliente são usadas principalmente em negócios focados no relacionamento, especialmente aqueles que trabalham com contratos, como serviços bancários e de seguros, telecomunicações e a maior parte do setor B2B. 

## Usos e Vantagens
O valor da vida do cliente tem apelo intuitivo como conceito de marketing porque, em teoria, representa exatamente quanto cada cliente vale em termos monetários. Portanto, demonstra exatamente quanto um departamento de marketing deve estar disposto a gastar para conquistar cada cliente, especialmente no marketing direto.
Além disso, o lifetime value é normalmente usado para julgar a adequação dos custos de aquisição de um cliente. Por exemplo, se um novo cliente custa R$ 50 para aquisição e seu valor vitalício é R$ 60, então o cliente é considerado lucrativo e a aquisição de clientes com o mesmo perfil é aceitável.
Vantagens do LTV:
- gestão do relacionamento com o cliente como um ativo
- monitorar o impacto das estratégias de gerenciamento e investimentos de marketing no valor dos ativos do cliente, por exemplo: simuladores de modelagem de mix de marketing podem usar um modelo LTV plurianual para mostrar o valor real (versus custo de aquisição) de um cliente adicional, taxa de rotatividade reduzida, etc
- definição do nível ideal de investimentos em atividades de marketing e vendas
- incentivo aos profissionais de marketing a se concentrarem no valor de longo prazo dos clientes, em vez de investir recursos na aquisição de clientes "baratos" com baixo valor de receita total
- implementação de análise de sensibilidade a fim de determinar o impacto de obtenção ao gastar dinheiro extra em cada cliente[6]
- alocação ideal de recursos limitados para atividades de marketing em andamento, a fim de alcançar um retorno máximo
- uma boa base para a seleção de clientes e para a tomada de decisão em relação às estratégias de comunicação específicas do cliente[7]
- um critério de decisão natural a ser usado na automação de sistemas de gestão de relacionamento com o cliente[8]
- medição da lealdade do cliente (proporção de compra, probabilidade de compra e recompra, frequência e sequência de compra etc.)[9]

Já as desvantagens do LTV geralmente não decorrem da modelagem do lifetime value em si, mas de sua aplicação incorreta.

## Cálculo
Quando as margens e as taxas de retenção são constantes, a seguinte fórmula pode ser usada para calcular o valor da vida útil do cliente:
{\displaystyle {\text{Lifetime Value}}={\text{Margem}}\cdot {\frac {\text{Taxa de retenção}}{1+{\text{Taxa de desconto}}-{\text{Taxa de retenção}}}}}
O modelo de fluxo de caixa do cliente trata os relacionamentos da empresa com o cliente como um balde furado. A cada período, uma fração (1 menos a taxa de retenção) dos clientes da empresa sai e é perdida definitivamente.
O modelo LTV tem apenas três parâmetros: 
(1) margem constante (contribuição após dedução dos custos variáveis incluindo gastos de retenção) por período, 
(2) probabilidade de retenção constante por período e 
(3) taxa de desconto.
Além disso, o modelo pressupõe que, caso o cliente não seja retido, ele será perdido em definitivo. 
Por fim, o modelo assume que a primeira margem será recebida (com probabilidade igual à taxa de retenção) ao final do primeiro período.
A outra suposição do modelo é que a empresa usa um horizonte infinito ao calcular o valor presente dos fluxos de caixa futuros. Embora nenhuma empresa tenha realmente um horizonte infinito, as consequências de assumir um são discutidas a seguir.
De acordo com as premissas do modelo, o lifetime value é um múltiplo da margem. Ou seja, o fator multiplicativo representa o valor presente da duração esperada (número de períodos) do relacionamento com o cliente.
Quando a retenção é igual a 0, o cliente nunca será retido e o fator multiplicativo é zero.
Já quando a retenção é igual a 1, o cliente é sempre retido e a empresa recebe a margem constantemente.
O valor presente da margem na constante acaba sendo a margem dividida pela taxa de desconto. Para valores de retenção intermediários, a fórmula do lifetime value nos indica o multiplicador apropriado.

## Metodologia
Exemplo de comércio simples
(Receita média mensal por cliente * Margem bruta por cliente) ÷ Taxa de rotatividade mensal
O numerador representa o lucro médio mensal por cliente e, dividindo pela taxa de rotatividade, soma a série geométrica que representa a chance de o cliente ainda estar presente nos próximos meses. 
Por exemplo: gasto médio mensal de R$ 100 * margem de 25% ÷ 5% de rotatividade mensal = R$ 500 LTV.
Um exemplo de retenção
O processo de cálculo do LTV consiste em quatro etapas:
1. Previsão do tempo de vida restante do cliente (geralmente em anos)
2. Previsão de receitas futuras (na maioria das vezes ano a ano), com base na estimativa sobre os produtos futuros adquiridos e o preço pago
3. Estimativa de custos para a entrega desses produtos
4. Cálculo do valor presente líquido desses montantes futuros.

A precisão da previsão e a dificuldade em rastrear os clientes ao longo do tempo podem afetar o processo de cálculo do LTV.
Os modelos de retenção fazem várias suposições simplificadoras que geralmente envolvem as seguintes entradas:
- Taxa de churn: percentual de clientes que encerram o relacionamento com uma empresa em um determinado período. Subtraindo 1 da taxa de rotatividade, tem-se a taxa de retenção. A maioria dos modelos pode ser escrita usando a taxa de rotatividade ou a taxa de retenção. Se o modelo usar apenas uma taxa de rotatividade, podemos presumir que a taxa de rotatividade seja constante durante toda a vida do relacionamento com o cliente.
- Taxa de desconto: o custo de capital usado para descontar a receita futura de um cliente. O desconto é um tópico avançado muito ignorado nos cálculos do valor da vida do cliente. A taxa de juros atual às vezes é usada como um proxy simples (mas incorreto) para a taxa de desconto.
- Margem de contribuição: a margem de contribuição (CM) ou contribuição em reais por unidade é o preço de venda por unidade menos o custo variável por unidade. Sendo que "contribuição" representa a parcela da receita de vendas que não é consumida pelos custos variáveis. Portanto, contribui para a cobertura dos custos fixos. Este conceito é um dos principais blocos de construção da análise do ponto de equilíbrio.[3]
- Custo de retenção: a quantidade de dinheiro que uma empresa precisa gastar em um determinado período para reter um cliente existente. Os custos de retenção incluem suporte ao cliente, faturamento, incentivos promocionais, etc.
- Período: a unidade de tempo em que um relacionamento com o cliente é dividido para análise. Um ano geralmente é o período mais usado. O valor da vida útil do cliente é um cálculo multiperíodo, estendendo-se de 3 a 7 anos no futuro. Na prática, a análise além desse ponto é vista como especulativa demais para ser confiável. O número de períodos usados no cálculo às vezes é chamado de horizonte do modelo.

Assim, uma das formas de calcular o LTV, onde o período é um ano, é a seguinte:
{\displaystyle {\text{CLV}}={\text{GC}}\cdot \sum _{i=1}^{n}{\frac {r^{i}}{(1+d)^{i}}}-{\text{M}}\cdot \sum _{i=1}^{n}{\frac {r^{i-1}}{(1+d)^{i-0.5}}}}
Onde GC é a contribuição anual bruta por cliente, M são os custos de retenção (relevantes) por cliente por ano (esta fórmula pressupõe que as atividades de retenção são pagas a cada meio do ano e afetam apenas aqueles que foram retidos no ano anterior), {\displaystyle n} é o horizonte (em anos), {\displaystyle r} é a taxa de retenção anual e {\displaystyle d} é a taxa de desconto anual. Além dos custos de retenção, a maioria das empresas investem em atividades de venda cruzada, destinadas a aumentar o lucro anual de um cliente ao longo do tempo.
Modelos simplificados  Muitas vezes é útil estimar o valor da vida útil do cliente com um modelo simples para fazer avaliações iniciais dos segmentos de clientes e alvos. E se GC é considerado relativamente fixo ao longo dos períodos, o LTV pode ser expresso como um modelo mais simples, assumindo uma vida econômica infinita (ou seja, {\displaystyle N\rightarrow \infty }).
{\displaystyle {\text{CLV}}={\text{GC}}\cdot \left({\frac {r}{1+d-r}}\right)}

## Formas de aumentar o LTV
O desafio das estratégias de marketing e vendas é aumentar o LTV a partir do aumento de uma (ou das duas) variável neste cálculo, o que significa:
- Encontrar formas de prolongar a permanência deste indivíduo como cliente (estendendo a recorrência de compra - neste exemplo, buscar formas que o cliente utilize o produto por mais tempo), ou;
- Aumentar o valor gasto por transação (em marketing chamado "ticket médio", em modelos comerciais freemium de "ARPPU - Average Revenue Per Paying User") o que, neste exemplo, significaria que este mesmo cliente gastará mais que R$ 100 por mês[12].

O uso do valor do tempo de vida do cliente como uma métrica de marketing proporciona maior ênfase no serviço ao cliente e na sua satisfação no longo prazo (incluindo fidelidade de marca, recompra, up-selling e cross-selling), sendo este processo melhor do que investir apenas no curto prazo.